# Jagdgeschwader 103
A Jagdgeschwader 103 foi uma asa de treino de pilotagem de caças da Luftwaffe, durante a Alemanha Nazi. Formada no dia 7 de dezembro de 1942 em Bad Aibling, foi constituída a partir do Stab/Jagdfliegerschule 3 (JFS 3). No dia 15 de março de 1945 esta unidade de treino foi extinta.

## Comandantes
- Maj Herbert Ihlefeld, 7 de dezembro de 1942 - 20 de julho de 1943[2]
- Maj Hans von Hahn, 21 de julho de 1943 - 15 de março de 1945[2]